# Where You Come From
Where You Come From è un singolo del gruppo musicale statunitense Pantera, l'unico estratto dall'album dal vivo del 1997 Official Live: 101 Proof.
Si tratta di uno dei due brani inediti pubblicati nell'album, insieme alla più beeve I Can't Hide.